# Ptochophyle tigrina
Ptochophyle tigrina là một loài bướm đêm trong họ Geometridae.